# Lijst van naamdagen - april
Hieronder staan de naamdagen voor april.
| Dag      | Heilige | Voornaam |
| -------- | --- | --- |
| 1 april  | Hugo van Grenoble Waleric Jacoba                                                                                     | Hugo, Hugon, Hugues Waalrik, Walrik Coby, Jakelijne, Jakoline, Jean, Jenny, Koba |
| 2 april  | Franciscus van Paola Ebba van Coldingham                                                                             | Frank, Franky, Frans Ebba, Ebel |
| 3 april  | Richard Alexandrina di Letto                                                                                         | Dick, Ric(c)ardo, Richard, Richert, Ri(t)chie, Rick(y), Rico, Rijk, Rik, Rikhart, Rikkert, Rikus, Ritchey, Rychard Sandrina, Xandrina |
| 4 april  | Isidoor van Sevilla Hildebert van Gent Alice de Montbard                                                             | Door, Dorus, Isido(o)r, Isidora Em(e)bert, Embrecht, Hibbert, Hilbart, Hil(de)bert Aletta, Alice |
| 5 april  | Vincent Ferrer Gera(a)rd Irena Juliana van Cornillon                                                                 | Vincent(e) Gerard, Gerdi, Geert, Gerd, Gert, Gerrit Irena, Irene, Reini, Ireen, Irini, Jerina, Jirina, Reni Gill, Gillian, Julia, Liane |
| 6 april  | Wineboud Celestina Marcellin Notker                                                                                  | Winbald, Winibald Celeste, Céleste, Celestine, Célestine Marcel Notker, Nutger |
| 7 april  | Johannes Baptista de La Salle Herman-Jozeph                                                                          | Herman, Hannes, Hans, Jens, Wannes Hermien; Jef, Joos |
| 8 april  | Walter van Pontoise Constance Julie Billiart van Namen                                                               | Gauthier, Walda, Waldo, Walt, Walt(h)er, Wolter, Wouke, Wout, Wouter, Woutera Constant, Stanse Julia, Julius, Lily |
| 9 april  | Waldetrudis Ignofried Casilda Hugo van Rouen                                                                         | Waltruid, Waudra Ingfried Casilda Hauk, Hugh, Hugo, Ugo, Ugone |
| 10 april | Fulbert van Chartres Paternus Eberwin van Steinfeld                                                                  | Filibert, Flobert, Folbrecht, Folpert, Volbert, Volbrecht Paterne Everwin, Jorn, Jorne |
| 11 april | Stanislas Godeberta Gemma Galgani                                                                                    | Stan, Stanislas, Stanislaus, Stanislav, Stany, Stenz Goberta Gemme |
| 12 april | Julius I Damiaan (van Pavio) Zeno van Verona Erkembode Dexter                                                        | Giles, Jules, Julius, Julia, Julio, Juul Daam, Damiana, Damien, Damy Zénon Erkenbod, Erkembode, Erkenbodo, Archibald Dexter, Dex |
| 13 april | Martinus I Ida van Bonen; Ida van Leuven Hermenegild                                                                 | Maarten, Martijn, Meerten, Mertin, Tinus Ead, Idaline, Ide, Ita, Yde Ermengild, Irmhild |
| 14 april | Lidwina van Schiedam Benedikt Maxim Bernard van Abbegem/Abbeville Pedro Gonzales                                     | Dwin, Leddie, Lidwien, Lidwin, Lidwine, Lidy, Liedewei, Liedewij, Ludwien, Ludwijn, Ludwine, Lydwine Ben, Benno, Benoît, Benoni Massimo, Max, Maxim, Mesmin Bernard, Bernhard Pedro, Peter, Pieter, Piet, Pjotr |
| 15 april | Basilissa Hunna Ruadhan/Rodan                                                                                        | Basilisse Huna, Hunne, Huno Roan, Rodney, Rowan, Rowdy, Rowin, Roy, Rovena, Rowena, Rowie |
| 16 april | Bernadette Soubirous Benedikt-Jozef Labre Drogo Hervé van Tours                                                      | Berdi, Berdine, Berendien, Berendina, Berna, Bernadet, Bernadette, Dien, Dina, Dinah, Dineke, Dini, Diny Bénédicte, Bennet, Benny Drogon, Druon Harvian, Harvey, Hervé |
| 17 april | Geerwijn van Oudenburg Landricus Radboud van Leuven                                                                  | Gervin, Gerwin Landerik, Landri, Landrik Rabbo, Radbod |
| 18 april | Idesbald Apollonius Aya Anthia van Dalmatië                                                                          | Ides Apollonia, Lionius, Lonis, Pol, Polle, Polly Aag, Aaike, Aaje, Aggie, Agia, Aike, Aiko, Akke, Aya, Ayke, Ayo, Eya Anthea, Diantha, Dianthe |
| 19 april | Emma Ursmarus Timon Werner                                                                                           | Emma, Emmeline, Emmy, Manuela Ursmar Thiemon, Tim, Timo, Tymon Wander, Warnar, Werner, Wernher, Wessel, Vernes, Vernier |
| 20 april | Theotimus Viktor Oda Marcellinus                                                                                     | Théotime Torre, Victoria, Victor, Vik, Viktor, Zeger Oda, Ouda, Odette Marcellijn, Marcellino |
| 21 april | Anselm Anastaas I Wolbodo Koenraad van Parzham                                                                       | Ancel, Julma, Selma, Selmus, Yulma Anastasia, Staas Walbodo Connie, Conrad, Koen(raad), Kurt |
| 22 april | Leonidas Soter Theodoor                                                                                              | Leonida, Leonide Soteria Door, Teddy, Teo, Thedor, Theo(door), Theodorik |
| 23 april | Joris Adalbert van Praag Gerard Brian Boru                                                                           | Djuri, Geordie, George(s), Georgios, Giorgio, Gyuri, Joeri/y, Joor, Joran, Jöran, Jord(i/y), Jordie, Joren, Jorg(e), Jörg(e), Jorgen, Jörgen, Jori(us), Jorian, Jorin, Joris, Jorn(e), Jouri/y, Jur(an), Jurel, Jurg(en), Jürgen, Juri, Jurjan, Jurjen, Jurren, Jurriaan, Jurrie(n), Jurriën, Sjoerd, Sjors, Yoeri, Yordi, Yor(r)ick, Youri, Yuran, Yuri, Yurre Bert, Brecht Ger(h)ard, Gerd Brian, Bryan |
| 24 april | Fideel van Sigmaringen Egbert Maria Euphrasia Pelletier Alexander                                                    | Fidel, Fidelia Bert, Bertus, Egbert, Egbrecht, Eibert, Egberta, Egbertha Marie-Euphrasie Alexander, Alix, Axel, Axelle, Sander, Sascha |
| 25 april | Marcus Filo Ermin Aniaan Mella                                                                                       | Marco, Marculina, Mark, Marc, Marchiano, Marciano, Marcianus, Marcos, Marko, Markos, Markus Phil, Philon Armin, Ermin, Ermina, Erwin, Irmina, Arvin, Arwin, Irvin, Irving, Herwin Aignan, Annien Melvin |
| 26 april | Richarius Cletus Alida                                                                                               | Dick, Richie, Richer Anaclet Adèle, Adelheid, Adelissa, Alida, Alix, Licia, Lida |
| 27 april | Zita Lombardo Maria(n)na Floribertus van Luik                                                                        | Citta, Sita, Zita Marian, Marianne, Marie-Anne, Marion Floor, Flor, Flore, Floribert(a), Florbrecht, Florry |
| 28 april | Petrus Chanel Louis-Marie Grignion de Montfort Theodora Valeria Klara                                                | Peter, Chanel Lodewijk-Marie Bozena, Dolinda, Doré, Dorenda, Dorieke, Dorien, Dorine, Doris(e), Theo, Theodoor, Theodorina Valeer, Valeria, Valerie, Valesca, Walli Claire, Clara, Xlarice, Klaar, Klara |
| 29 april | Catharina van Siena Robertus van Cîteaux; Robrecht Gruuthuuse Tychicus van Pafos Antonia van Cirtha Ava (van Denian) | Catharina, Cato, Katrijn, Katrien, Tina Berry, Bert, Bertus, Bob, Bobby, Rob, Robbert, Robbie, Robbin, Robby, Rober, Robèrt, Robert, Roberto, Robin, Robrecht, Ruppert, Ruprecht Tycho Antoinette, Antonella, Antonette, Antonie, Antonietta, Antonius, Milanthy, Nino, Teuntje, To, Toke, Tonneke, Tonya, Toos Aafje, Aafke, Aukelien, Aukje, Avalon, Avelien                                            |
| 30 april | Pius V Rosemonde Radulf van Affligem Hildegard Onenn van Tréhorenteuc                                                | Pia, Pio Rosamond, Rosamunde, Rosemonde Radolf, Radulf, Ralf, Ralph, Raoul, Redolf, Rudolf Hilde, Hildegard Uan, Una |

januari · februari · maart · april · mei · juni · juli · augustus · september · oktober · november · december